# Hal Serra
Harold „Hal“ Serra (* 1928; † 24. Juni 2012) war ein US-amerikanischer Jazzpianist, Komponist und Arrangeur.

## Leben und Wirken
Serra verbrachte seine Jugend in Springfield (Massachusetts); zu seinen Freunden gehörten Joe Morello, Sal Salvador, Chuck Andrus und Phil Woods, genannt die Springfield Rifles. Als Jugendlicher studierte er in New York bei Lennie Tristano, bevor er ein eigenes Trio gründete. Mit ihm trat er zwei Jahre in der NBC-Sendung The Today Show auf. In New Yorker Clubs spielte er u. a. mit Ella Fitzgerald, Woody Allen, June Christy und mit Julie London, mit der er häufig auf Tourneen ging. Für ein Konzert in der Carnegie Hall, an dem auch Phil Woods mitwirkte, transkribierte er Charlie Parkers Musik von dessen Album Charlie Parker with Strings. Als Komponist arbeitete er für Fernsehwerbung; außerdem komponierte er ein Musical (Gabriel’s Child) über das Leben eines Jazzmusikers. Im Bereich des Jazz war er zwischen 1947 und 1967 an sechs Aufnahmesessions beteiligt, darunter Aufnahmen mit eigenem Trio/Quartett mit Burt Collins, Earl May und Ed Thigpen für das kleine Label Dawn.

## Diskographische Hinweise
- Gene Roland & Hal Serra – Jazzville Vol. 4 (Dawn, 1957)